# Theta Boötis
Theta Boötis (θ Boo) – gwiazda w gwiazdozbiorze Wolarza. Znajduje się około 47 lat świetlnych od Słońca.

## Nazwa
Johann Bayer nazwał tę gwiazdę Asellus Primus, co pochodzi z łaciny i oznacza „pierwszy osioł”. „Drugim osłem” jest Jota Boötis, a trzecim Kappa Boötis. Nie ma pewności, skąd wzięły się te nazwy, choć w gwiazdozbiorze Raka od starożytności znane są dwa „osły” (Gamma i Delta Cancri), które stoją przy „żłobie” (gromadzie Praesepe).

## Charakterystyka
Theta Boötis to żółto-biały karzeł należący do typu widmowego F7. Jest 4,4 razy jaśniejszy od Słońca i ma nieco wyższą temperaturę, 6300 K. Gwiazda ma masę o 25–50% większą niż M☉ i prawie dwukrotnie większy promień. Ocenia się, że ma około trzy miliardy lat.
Gwiazda ma słabszą towarzyszkę (11,46m), która cechuje się bardzo zbliżonym ruchem własnym i prawie na pewno jest fizycznie związana z jaśniejszą gwiazdą. Theta Boötis B to czerwony karzeł należący do typu M2,5, o masie około 1/3 masy Słońca. Ma ona temperaturę około 3500 K i jasność 2–3% jasności Słońca. Na niebie gwiazdy dzieli 69,6″ (pomiar z 2003 roku), a w przestrzeni co najmniej 1000 au, co przekłada się na okres orbitalny co najmniej 25 tysięcy lat. Przy tak dużym oddaleniu układ z czasem zostanie prawdopodobnie rozerwany przez perturbacje.